# Выборы Народного собрания Карачаево-Черкесии (2004)
Выборы депутатов Народное собрание (Парламент) Карачаево-Черкесской Республики состоялись 14 марта 2004 года. Всего избиралось 73 депутата. из них 37 по пропорциональной системе и 36 по мажоритарной. Заградительный барьер для партий на этих выборах установлен на уровне 5 %.
Для участия в выборах были выставлены списки 7 партий и блоков:
- «Единство и Отечество» — Единая Россия
- Истинные патриоты России
- Консервативная партия России
- КПРФ
- ЛДПР
- Российская партия Жизни
- Блок «Яблоко и Промышленная партия»

## Результаты выборов
| Партия                                 | Количество голосов | Доля голосов | Количество мандатов | Количество мандатов в округах | Всего мандатов |
| -------------------------------------- | ------------------ | ------------ | ------------------- | ----------------------------- | -------------- |
| «Единство и Отечество» — Единая Россия | 137 396            | 55,69 %      | 24                  | 21                            | 45             |
| КПРФ                                   | 38 414             | 15,57 %      | 7                   | 1                             | 8              |
| Истинные патриоты России               | 17 255             | 6,99 %       | 3                   | -                             | 3              |
| ЛДПР                                   | 17 070             | 6,91 %       | 3                   | -                             | 3              |
| Российская партия Жизни                | 9 122              | 3,69 %       | -                   | 1                             | 1              |
| Консервативная партия России           | 8 571              | 3,47 %       | -                   | -                             | -              |
| Яблоко и Промышленная партия           | 4 061              | 1,64 %       | -                   | -                             | -              |

13 избранных депутатов выдвигались как самовыдвиженцы.
Против всех проголосовали 11 768 (4,77 %) избирателей. Не действительными признаны 3 046 бюллетеней (1,23 %).
Явка составила 81,11%.